# Municipio de Adams (condado de Allen)
El municipio de Adams (en inglés, Adams Township) es un municipio del condado de Allen, Indiana, Estados Unidos. Tiene una población estimada, a mediados de 2022, de 34 663 habitantes.

## Geografía
Está ubicado en las coordenadas 41°2′44″N 85°2′59″O / 41.04556, -85.04972. Según la Oficina del Censo de los Estados Unidos, tiene una superficie total de 85.83 km², de la cual 85.79 km² corresponden a tierra firme y 0.04 km² están cubiertos de agua.

## Demografía
Según el censo de 2020, en ese momento había 34 192 personas residiendo en la zona. La densidad de población era de 398.6 hab./km². El 53.74% de los habitantes eran blancos, el 20.90% eran afroamericanos, el 13.82% eran amerindios, el 6.86% eran asiáticos, el 0.04% eran isleños del Pacífico, el 4.58% eran de otras razas y el 6.55% eran de una mezcla de razas. Del total de la población, el 8.13% eran hispanos o latinos de cualquier raza.